# Umweltministerium (Japan)

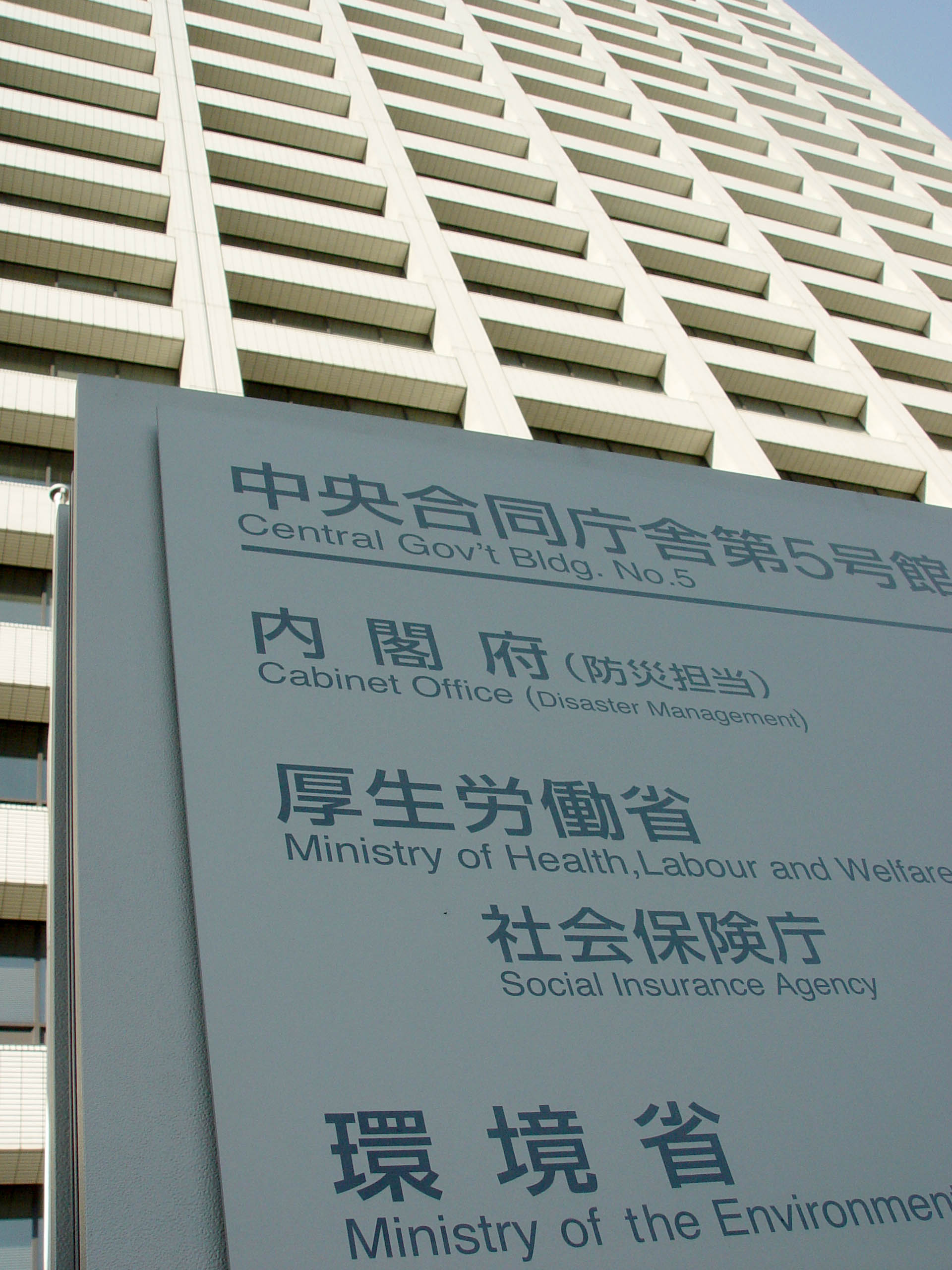
Das Zentralregierungsgebäude Nr. 5 in Kasumigaseki, Chiyoda ist Sitz des Umweltministeriums und des Gesundheitsministeriums.

Das japanische Umweltministerium (jap. 環境省, Kankyō-shō) entstand 2001 durch die Aufwertung der 1971 eingerichteten Umweltbehörde (環境庁, kankyō-chō) mit Kabinettsrang zum Ministerium (-省, -shō). Neben dem Ministersekretariat besteht es aus den Abteilungen für: allgemeine Umweltpolitik, globale Umwelt, Wasser & Atmosphäre und Naturschutz. Letztere ist auch für die Nationalparks verantwortlich. Mit 227 Mrd. Yen (rund 1,3 Mrd. Euro) im regulären Haushalt des Fiskaljahres 2006 ist es das Ministerium mit dem kleinsten Etat.

## Minister
| Staatsminister, Leiter der Umweltbehörde (国務大臣環境庁長官, kokumu-daijin kankyō-cho chōkan) | Staatsminister, Leiter der Umweltbehörde (国務大臣環境庁長官, kokumu-daijin kankyō-cho chōkan) | Staatsminister, Leiter der Umweltbehörde (国務大臣環境庁長官, kokumu-daijin kankyō-cho chōkan) | Staatsminister, Leiter der Umweltbehörde (国務大臣環境庁長官, kokumu-daijin kankyō-cho chōkan) | Staatsminister, Leiter der Umweltbehörde (国務大臣環境庁長官, kokumu-daijin kankyō-cho chōkan) | Staatsminister, Leiter der Umweltbehörde (国務大臣環境庁長官, kokumu-daijin kankyō-cho chōkan) |
| #                                                                                              | Name                                                                                           | Kanji                                                                                          | Kabinett                                                                                       | Amtsantritt                                                                                    | Partei                                                                                         |
| ---------------------------------------------------------------------------------------------- | ---------------------------------------------------------------------------------------------- | ---------------------------------------------------------------------------------------------- | ---------------------------------------------------------------------------------------------- | ---------------------------------------------------------------------------------------------- | ---------------------------------------------------------------------------------------------- |
| 1                                                                                              | Sadanori Yamanaka                                                                              | 山中 貞則                                                                                      | Satō III                                                                                       | 1. Juli 1971                                                                                   | Liberaldemokratische Partei                                                                    |
| 2                                                                                              | Buichi Ōishi                                                                                   | 大石 武一                                                                                      | Satō III (Umbildung)                                                                           | 5. Juli 1971                                                                                   | Liberaldemokratische Partei                                                                    |
| 3                                                                                              | Osanori Koyama                                                                                 | 小山 長規                                                                                      | Tanaka I                                                                                       | 7. Juli 1972                                                                                   | Liberaldemokratische Partei                                                                    |
| 4                                                                                              | Takeo Miki                                                                                     | 三木 武夫                                                                                      | Tanaka II Tanaka II (1. Umbildung)                                                             | 22. Dez. 1972                                                                                  | Liberaldemokratische Partei                                                                    |
| 5                                                                                              | Matsuhei Mōri                                                                                  | 毛利 松平                                                                                      | Tanaka II (1. Umbildung) Tanaka II (2. Umbildung)                                              | 12. Juli 1974                                                                                  | Liberaldemokratische Partei                                                                    |
| 6                                                                                              | Tatsuo Ozawa                                                                                   | 小沢 辰男                                                                                      | Miki                                                                                           | 9. Dez. 1974                                                                                   | Liberaldemokratische Partei                                                                    |
| 7                                                                                              | Shigesada Marumo                                                                               | 丸茂 重貞                                                                                      | Miki (Umbildung)                                                                               | 15. Sep. 1976                                                                                  | Liberaldemokratische Partei                                                                    |
| 8                                                                                              | Shintarō Ishihara                                                                              | 石原 慎太郎                                                                                    | Fukuda                                                                                         | 24. Dez. 1976                                                                                  | Liberaldemokratische Partei                                                                    |
| 9                                                                                              | Hisanari Yamada                                                                                | 山田 久就                                                                                      | Fukuda (Umbildung)                                                                             | 28. Nov. 1977                                                                                  | Liberaldemokratische Partei                                                                    |
| 10                                                                                             | Sen’ichirō Uemura                                                                              | 上村 千一郎                                                                                    | Ōhira I                                                                                        | 7. Dez. 1978                                                                                   | Liberaldemokratische Partei                                                                    |
| 11                                                                                             | Yoshihiko Tsuchiya                                                                             | 土屋 義彦                                                                                      | Ōhira II                                                                                       | 9. Nov. 1979                                                                                   | Liberaldemokratische Partei                                                                    |
| 12                                                                                             | Hyōsuke Kujiraoka                                                                              | 鯨岡 兵輔                                                                                      | Suzuki                                                                                         | 17. Juli 1980                                                                                  | Liberaldemokratische Partei                                                                    |
| 13                                                                                             | Bun’ee Hara                                                                                    | 原 文兵衛                                                                                      | Suzuki (Umbildung)                                                                             | 30. Nov. 1981                                                                                  | Liberaldemokratische Partei                                                                    |
| 14                                                                                             | Matazō Kajiki                                                                                  | 梶木 又三                                                                                      | Nakasone I                                                                                     | 27. Nov. 1982                                                                                  | Liberaldemokratische Partei                                                                    |
| 15                                                                                             | Minoru Ueda                                                                                    | 上田 稔                                                                                        | Nakasone II                                                                                    | 27. Dez. 1983                                                                                  | Liberaldemokratische Partei                                                                    |
| 16                                                                                             | Shigeru Ishimoto                                                                               | 石本 茂                                                                                        | Nakasone II (1. Umbildung)                                                                     | 1. Nov. 1984                                                                                   | Liberaldemokratische Partei                                                                    |
| 17                                                                                             | Yoshihide Mori                                                                                 | 森 美秀                                                                                        | Nakasone II (2. Umbildung)                                                                     | 28. Dez. 1985                                                                                  | Liberaldemokratische Partei                                                                    |
| 18                                                                                             | Toshiyuki Inamura                                                                              | 稲村 利幸                                                                                      | Nakasone III                                                                                   | 22. Juli 1986                                                                                  | Liberaldemokratische Partei                                                                    |
| 19                                                                                             | Toshio Horiuchi                                                                                | 堀内 俊夫                                                                                      | Takeshita                                                                                      | 6. Nov. 1987                                                                                   | Liberaldemokratische Partei                                                                    |
| 20                                                                                             | Masahisa Aoki                                                                                  | 青木 正久                                                                                      | Takeshita (Umbildung)                                                                          | 27. Dez. 1988                                                                                  | Liberaldemokratische Partei                                                                    |
| 21                                                                                             | Tatsuo Yamazaki                                                                                | 山崎 竜男                                                                                      | Uno                                                                                            | 3. Juni 1989                                                                                   | Liberaldemokratische Partei                                                                    |
| 22                                                                                             | Mayumi Moriyama                                                                                | 森山 眞弓                                                                                      | Kaifu I                                                                                        | 10. Aug. 1989                                                                                  | Liberaldemokratische Partei                                                                    |
| 23                                                                                             | Setsu Shiga                                                                                    | 志賀 節                                                                                        | Kaifu I                                                                                        | 28. Aug. 1989                                                                                  | Liberaldemokratische Partei                                                                    |
| 24                                                                                             | Ishimatsu Kitagawa                                                                             | 北川 石松                                                                                      | Kaifu II                                                                                       | 28. Feb. 1990                                                                                  | Liberaldemokratische Partei                                                                    |
| 25                                                                                             | Kazuo Aichi                                                                                    | 愛知 和男                                                                                      | Kaifu II (Umbildung)                                                                           | 29. Dez. 1990                                                                                  | Liberaldemokratische Partei                                                                    |
| 26                                                                                             | Shōzaburō Nakamura                                                                             | 中村 正三郎                                                                                    | Miyazawa                                                                                       | 5. Nov. 1991                                                                                   | Liberaldemokratische Partei                                                                    |
| 27                                                                                             | Taiken Hayashi                                                                                 | 林 大幹                                                                                        | Miyazawa (Umbildung)                                                                           | 12. Dez. 1992                                                                                  | Liberaldemokratische Partei                                                                    |
| 28                                                                                             | Wakako Hironaka                                                                                | 広中 和歌子                                                                                    | Hosokawa                                                                                       | 9. Aug. 1993                                                                                   | Kōmeitō                                                                                        |
| –                                                                                              | Tsutomu Hata                                                                                   | 羽田 孜                                                                                        | Hata                                                                                           | 28. Apr. 1994                                                                                  | Shinseitō                                                                                      |
| 29                                                                                             | Toshiko Hamayotsu                                                                              | 浜四津 敏子                                                                                    | Hata                                                                                           | 28. Apr. 1994                                                                                  | Kōmeitō                                                                                        |
| 30                                                                                             | Shin Sakurai                                                                                   | 桜井 新                                                                                        | Murayama                                                                                       | 30. Juni 1994                                                                                  | Liberaldemokratische Partei                                                                    |
| 31                                                                                             | Sōhei Miyashita                                                                                | 宮下 創平                                                                                      | Murayama                                                                                       | 14. Aug. 1994                                                                                  | Liberaldemokratische Partei                                                                    |
| 32                                                                                             | Tadamori Ōshima                                                                                | 大島 理森                                                                                      | Murayama (Umbildung)                                                                           | 8. Aug. 1995                                                                                   | Liberaldemokratische Partei                                                                    |
| 33                                                                                             | Sukio Iwatare                                                                                  | 岩垂 寿喜男                                                                                    | Hashimoto I                                                                                    | 11. Jan. 1996                                                                                  | Sozialistische Partei Japans→ Sozialdemokratische Partei                                       |
| 34                                                                                             | Michiko Ishii                                                                                  | 石井 道子                                                                                      | Hashimoto II                                                                                   | 7. Nov. 1996                                                                                   | Liberaldemokratische Partei                                                                    |
| 35                                                                                             | Hiroshi Ōki                                                                                    | 大木 浩                                                                                        | Hashimoto II (Umbildung)                                                                       | 11. Sep. 1997                                                                                  | Liberaldemokratische Partei                                                                    |
| 36                                                                                             | Kenji Manabe                                                                                   | 真鍋 賢二                                                                                      | Obuchi Obuchi (1. Umbildung)                                                                   | 30. Juli 1998                                                                                  | Liberaldemokratische Partei                                                                    |
| 37                                                                                             | Kayoko Shimizu                                                                                 | 清水 嘉与子                                                                                    | Obuchi (2. Umbildung)                                                                          | 5. Okt. 1999                                                                                   | Liberaldemokratische Partei                                                                    |
| 38                                                                                             | Kayoko Shimizu                                                                                 | 清水 嘉与子                                                                                    | Mori I                                                                                         | 5. Apr. 2000                                                                                   | Liberaldemokratische Partei                                                                    |
| 39                                                                                             | Yoriko Kawaguchi                                                                               | 川口 順子                                                                                      | Mori II Mori II (Umbildung)                                                                    | 4. Juli 2000                                                                                   | Liberaldemokratische Partei                                                                    |
| Umweltminister (環境大臣, kankyō-daijin)                                                       |                                                                                                |                                                                                                |                                                                                                |                                                                                                |                                                                                                |
| #                                                                                              | Name                                                                                           | Kanji                                                                                          | Kabinett                                                                                       | Amtsantritt                                                                                    | Partei                                                                                         |
| 1                                                                                              | Yoriko Kawaguchi                                                                               | 川口 順子                                                                                      | Mori II (Umbildung)                                                                            | 6. Jan. 2001                                                                                   | Liberaldemokratische Partei                                                                    |
| 2                                                                                              | Yoriko Kawaguchi                                                                               | 川口 順子                                                                                      | Koizumi I                                                                                      | 26. Apr. 2001                                                                                  | Liberaldemokratische Partei                                                                    |
| 3                                                                                              | Hiroshi Ōki                                                                                    | 大木 浩                                                                                        | Koizumi I                                                                                      | 8. Feb. 2002                                                                                   | Liberaldemokratische Partei                                                                    |
| 4                                                                                              | Shun’ichi Suzuki                                                                               | 鈴木 俊一                                                                                      | Koizumi I (1. Umbildung)                                                                       | 30. Sep. 2002                                                                                  | Liberaldemokratische Partei                                                                    |
| 5                                                                                              | Yuriko Koike                                                                                   | 小池 百合子                                                                                    | Koizumi I (2. Umbildung)                                                                       | 22. Sep. 2003                                                                                  | Liberaldemokratische Partei                                                                    |
| 6                                                                                              | Yuriko Koike                                                                                   | 小池 百合子                                                                                    | Koizumi II Koizumi II (Umbildung)                                                              | 19. Nov. 2003                                                                                  | Liberaldemokratische Partei                                                                    |
| 7                                                                                              | Yuriko Koike                                                                                   | 小池 百合子                                                                                    | Koizumi III Koizumi III (Umbildung)                                                            | 21. Sep. 2005                                                                                  | Liberaldemokratische Partei                                                                    |
| 8                                                                                              | Masatoshi Wakabayashi                                                                          | 若林 正俊                                                                                      | Abe I                                                                                          | 26. Sep. 2006                                                                                  | Liberaldemokratische Partei                                                                    |
| 9                                                                                              | Ichirō Kamoshita                                                                               | 鴨下 一郎                                                                                      | Abe I (Umbildung)                                                                              | 27. Aug. 2007                                                                                  | Liberaldemokratische Partei                                                                    |
| 10                                                                                             | Ichirō Kamoshita                                                                               | 鴨下 一郎                                                                                      | Fukuda                                                                                         | 26. Sep. 2007                                                                                  | Liberaldemokratische Partei                                                                    |
| 11                                                                                             | Tetsuo Saitō                                                                                   | 斉藤 鉄夫                                                                                      | Fukuda (Umbildung)                                                                             | 2. Aug. 2008                                                                                   | Kōmeitō                                                                                        |
| 12                                                                                             | Tetsuo Saitō                                                                                   | 斉藤 鉄夫                                                                                      | Asō                                                                                            | 24. Sep. 2008                                                                                  | Kōmeitō                                                                                        |
| 13                                                                                             | Sakihito Ozawa                                                                                 | 小沢 鋭仁                                                                                      | Hatoyama                                                                                       | 16. Sep. 2009                                                                                  | Demokratische Partei                                                                           |
| 14                                                                                             | Sakihito Ozawa                                                                                 | 小沢 鋭仁                                                                                      | Kan                                                                                            | 8. Juni 2010                                                                                   | Demokratische Partei                                                                           |
| 15                                                                                             | Ryū Matsumoto                                                                                  | 松本 龍                                                                                        | Kan (1. Umbildung) Kan (2. Umbildung)                                                          | 17. Sep. 2010                                                                                  | Demokratische Partei                                                                           |
| 16                                                                                             | Satsuki Eda                                                                                    | 江田 五月                                                                                      | Kan (1. Umbildung) Kan (2. Umbildung)                                                          | 27. Juni 2011                                                                                  | Demokratische Partei                                                                           |
| 17                                                                                             | Gōshi Hosono                                                                                   | 細野 豪志                                                                                      | Noda Noda (1. Umbildung) Noda (2. Umbildung)                                                   | 2. Sep. 2011                                                                                   | Demokratische Partei                                                                           |
| 18                                                                                             | Hiroyuki Nagahama                                                                              | 長浜 博行                                                                                      | Noda (3. Umbildung)                                                                            | 1. Okt. 2012                                                                                   | Demokratische Partei                                                                           |
| 19                                                                                             | Nobuteru Ishihara                                                                              | 石原 伸晃                                                                                      | Abe II                                                                                         | 26. Dez. 2012                                                                                  | Liberaldemokratische Partei                                                                    |
| 20                                                                                             | Yoshio Mochizuki                                                                               | 望月義夫                                                                                       | Abe II (Umbildung)                                                                             | 3. Sep. 2014                                                                                   | Liberaldemokratische Partei                                                                    |
| 21                                                                                             | Yoshio Mochizuki                                                                               | 望月義夫                                                                                       | Abe III                                                                                        | 24. Dez. 2014                                                                                  | Liberaldemokratische Partei                                                                    |
| 22                                                                                             | Tamayo Marukawa                                                                                | 丸川珠代                                                                                       | Abe III (1. Umbildung)                                                                         | 7. Okt. 2015                                                                                   | Liberaldemokratische Partei                                                                    |
| 23                                                                                             | Kōichi Yamamoto                                                                                | 山本公一                                                                                       | Abe III (2. Umbildung)                                                                         | 3. Aug. 2016                                                                                   | Liberaldemokratische Partei                                                                    |
| 24                                                                                             | Masaharu Nakagawa                                                                              | 中川雅治                                                                                       | Abe III (3. Umbildung)                                                                         | 3. Aug. 2017                                                                                   | Liberaldemokratische Partei                                                                    |
| 25                                                                                             | Masaharu Nakagawa                                                                              | 中川雅治                                                                                       | Abe IV                                                                                         | 1. Nov. 2017                                                                                   | Liberaldemokratische Partei                                                                    |
| 26                                                                                             | Yoshiaki Harada                                                                                | 原田義昭                                                                                       | Abe IV (1. Umbildung)                                                                          | 2. Okt. 2018                                                                                   | Liberaldemokratische Partei                                                                    |
| 27                                                                                             | Shinjirō Koizumi                                                                               | 小泉進次郎                                                                                     | Abe IV (2. Umbildung)                                                                          | 11. Sep. 2019                                                                                  | Liberaldemokratische Partei                                                                    |
| 28                                                                                             | Shinjirō Koizumi                                                                               | 小泉進次郎                                                                                     | Suga                                                                                           | 16. Sep. 2020                                                                                  | Liberaldemokratische Partei                                                                    |
| 29                                                                                             | Tsuyoshi Yamaguchi                                                                             | 山口壯                                                                                         | Kishida I                                                                                      | 4. Okt. 2021                                                                                   | Liberaldemokratische Partei                                                                    |
| 30                                                                                             | Tsuyoshi Yamaguchi                                                                             | 山口壯                                                                                         | Kishida II                                                                                     | 11. Okt. 2021                                                                                  | Liberaldemokratische Partei                                                                    |
| 31                                                                                             | Akihiro Nishimura                                                                              | 西村明宏                                                                                       | Kishida II (1. Umbildung)                                                                      | 10. Aug. 2022                                                                                  | Liberaldemokratische Partei                                                                    |
| 32                                                                                             | Shintarō Itō                                                                                   | 伊藤信太郎 Itō Shintarō                                                                        | Kishida II (2. Umbildung)                                                                      | 13. Sep. 2023                                                                                  |                                                                                                |
| 33                                                                                             | Keiichirō Asao                                                                                 | 浅尾慶一郎 Asao Keiichirō                                                                      | Ishiba I                                                                                       | 1. Okt. 2024                                                                                   |                                                                                                |
| 34                                                                                             | Keiichirō Asao                                                                                 | 浅尾慶一郎 Asao Keiichirō                                                                      | Ishiba II                                                                                      | 11. Nov. 2024                                                                                  |                                                                                                |